# Denkmal für die Opfer des Eisenbahnunfalls von Bellinzona

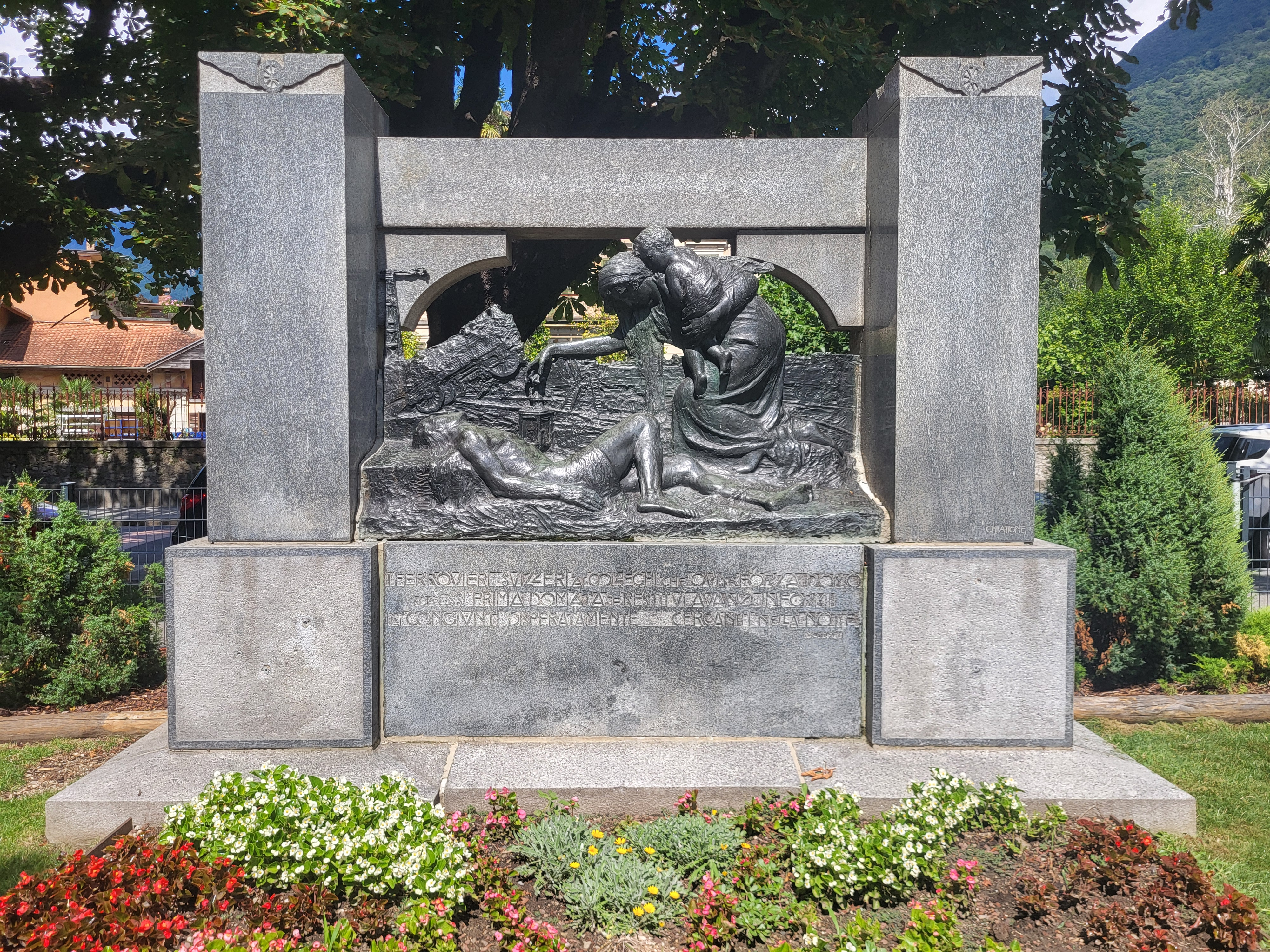
Das Denkmal für die Opfer des Eisenbahnunfalls von Bellinzona (2025)

Das Denkmal für die Opfer des Eisenbahnunfalls von Bellinzona (italienisch Monumento alle vittime della stazione di San Paolo) steht in Bellinzona in der Schweiz. Das Werk von Giuseppe Chiattone wurde 1927, drei Jahre nach dem Eisenbahnunfall, errichtet.

## Hintergrund

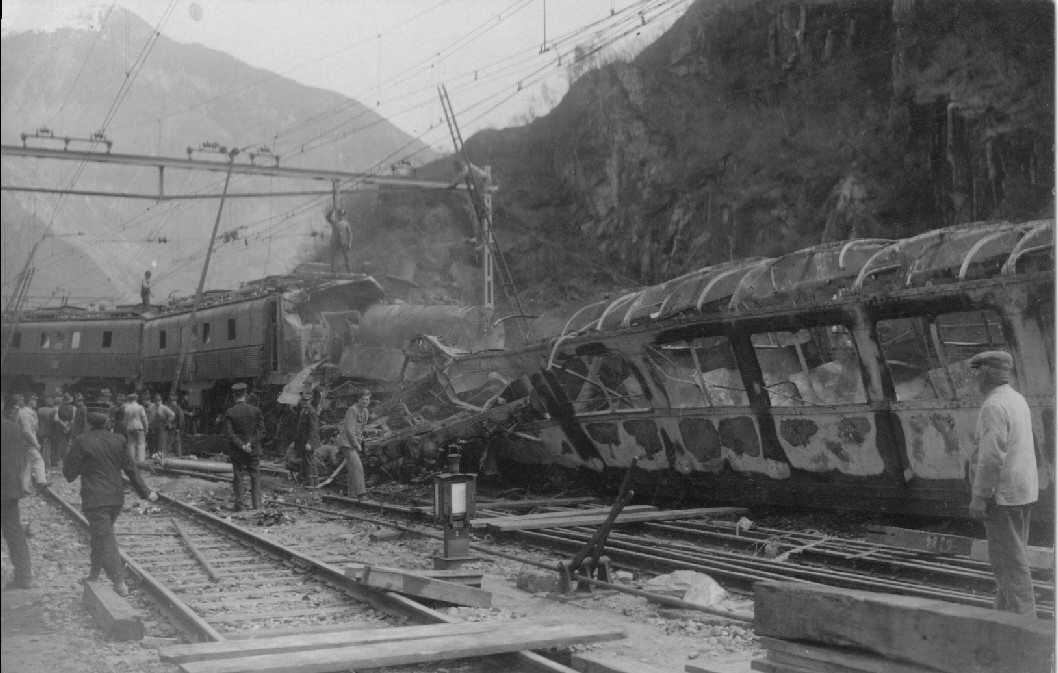
Fotografie der Unfallstelle

In der Nacht vom 22. auf den 23. April 1924 stiessen nördlich des Bahnhofs Bellinzona, beim Güterbahnhof San Paolo, zwei Schnellzüge der SBB zusammen. Das Unglück forderte 15 Tote, sechs davon waren vom Bahnpersonal. Unter den getöteten Passagieren befand sich der deutsche Politiker Karl Helfferich. Unfallursache war die mangelhafte Kommunikation zwischen den Bahnhofsvorstehern zwischen Ambrì-Piotta und Bellinzona sowie das Überfahren eines Haltesignals durch einen der Lokomotivführer.

## Geschichte des Denkmals
Die Initiative, den beim Unfall ums Leben gekommenen Bahnangestellten ein Denkmal zu setzen, ging von der Tessiner Sektion des Schweizerischen Eisenbahnerverbands aus, die zur Erlangung von Entwürfen einen öffentlichen Wettbewerb ausschrieb. 30 Projekte gingen ein, von denen eine Jury am 25. März 1926 jenem des renommierten Tessiner Bildhauers Giuseppe Chiattone den ersten Preis zusprach. Alle Modelle wurden im Volkshaus in Bellinzona ausgestellt.
Da das Tessin im Allgemeinen und eine Eisenbahnstadt wie Bellinzona im Besonderen wirtschaftlich stark von der Gotthardbahn abhängig war, bestand in der Politik wenig Interesse daran, im öffentlichen Raum eines Ereignisses zu gedenken, das den Mythos der Bahn über die Landesgrenzen hinaus nachhaltig beschädigt hatte. Das Denkmal sollte deswegen ursprünglich im Friedhof von Bellinzona zu stehen kommen. Dank der Bemühungen der Initianten konnte Anfang Dezember 1926 verkündet werden, dass das Denkmal nicht im Friedhof, sondern im öffentlichen Garten gegenüber der Kaserne (im Gebäude befindet sich heute der Sitz der Tessiner Kantonalbank) aufgestellt werde. Ende März 1927 wurde es an seinem Bestimmungsort platziert. Finanziert wurde es durch Spenden von Bahnarbeitern.
Die Einweihung fand am 17. April 1927, dem Ostersonntag, statt. Alle nicht Dienst habenden Bahnarbeiter des Tessins nahmen daran teil. Die Eisenbahnermusiken von Bellinzona und Chiasso untermalten den Anlass musikalisch, ausserdem sang während der Enthüllung ein Chor. Die Gedenkrede hielt der Altphilologe Angelo Pizzorno.

## Beschreibung

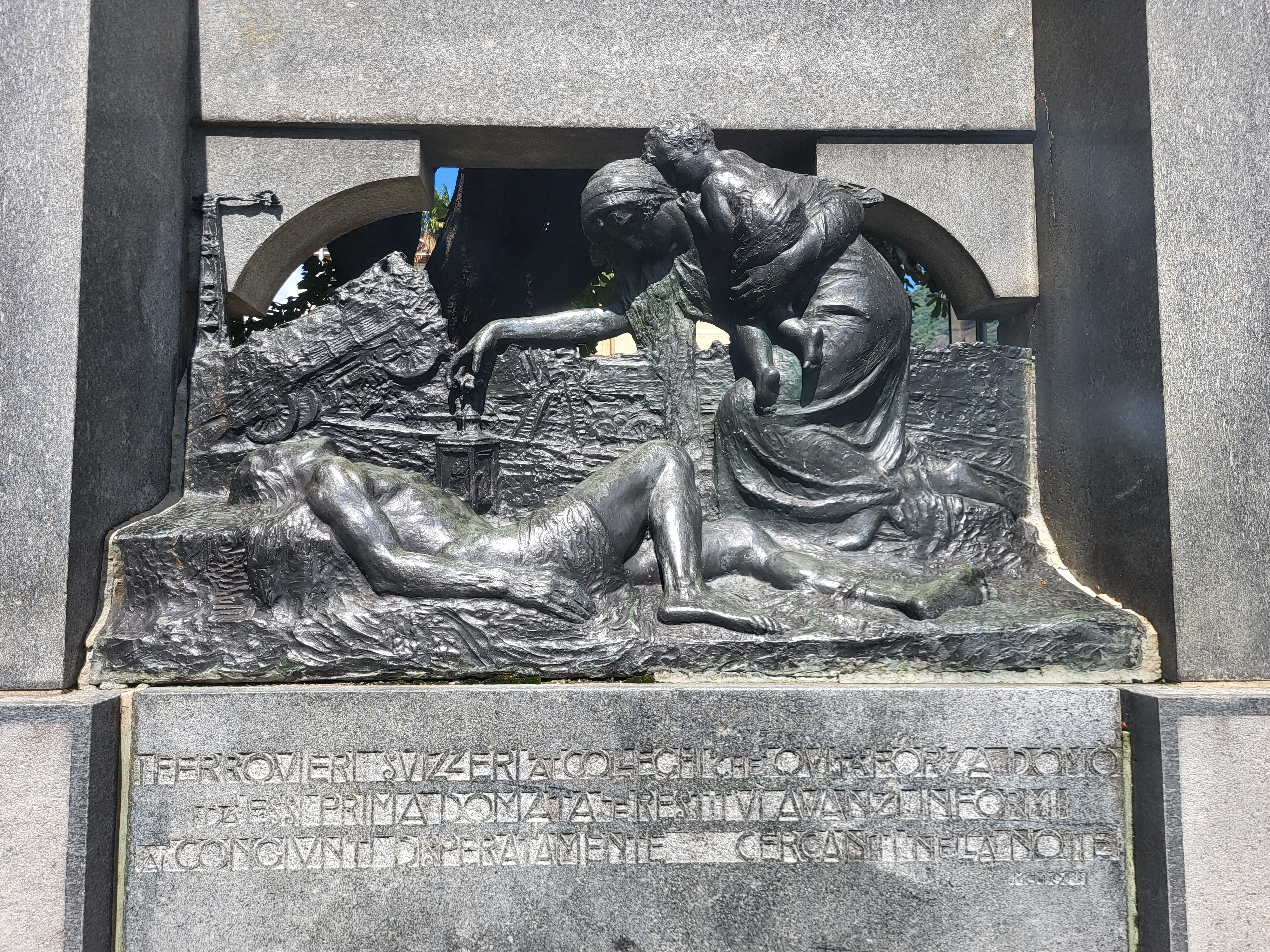
Das Bronzerelief von Giuseppe Chiattone

Das Denkmal steht etwa 250 Meter nordwestlich des Bahnhofs Bellinzona, auf dem Piazzale Benigno Antognini, neben einem Spielplatz. Es ist etwa 2,30 Meter hoch und 2,50 Meter breit. Das zentral eingelassene Bronzerelief zeigt im Vordergrund rechts eine Frau, die nachts in den Trümmern nach ihrem Mann sucht. In ihrem linken Arm hält sie ihr Kind, in ihrer Rechten eine Laterne. Unten links liegt der Leichnam des Gesuchten. Im Hintergrund sieht man die zerstörten Eisenbahnwagen. Im Unterfeld ist die Widmungsinschrift eingraviert: 

«I FERROVIERI SVIZZERI AI COLLEGHI CHE QUI LA FORZA DOMÒ
– DA ESSI PRIMA DOMATA – E RESTITUÌ AVANZI INFORMI
AI CONGIUNTI DISPERATAMENTE CERCANTI NELLA NOTTE
MCMXXV»

„Die Schweizer Bahnangestellten ihren Kollegen, die hier die von ihnen zuvor bezwungene Kraft bezwang und den Angehörigen, die sie in der Nacht verzweifelt suchten, gestaltlose Reste zurückgab. 1925“

Formal sind Anleihen an den Jugendstil, ikonographisch an den Symbolismus erkennbar. Chiattone erhob das Leid ins Allgemeine, Mystisch-Allegorische, fernab einer Verklärung des Opfers als ideeller Pflicht.